# Эдельфельт, Альберт
А́льберт Гу́став А́ристид Э́дельфельт (швед. Albert Gustaf Aristides Edelfelt; 21 июля 1854, Борго, Великое княжество Финляндское, Российская империя — 18 августа 1905, там же) — финский живописец и график шведского происхождения. Важный представитель живописи национального романтизма. Один из центральных представителей исторической живописи Финляндии. Писал картины на исторические и бытовые сюжеты, портреты, пейзажи. Работал в монументальной живописи. Использовал технику пастели и акварели.

## Биография

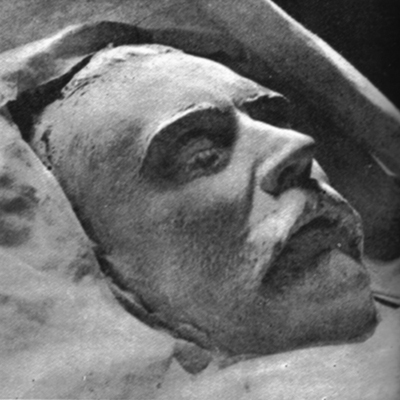
посмертная маска

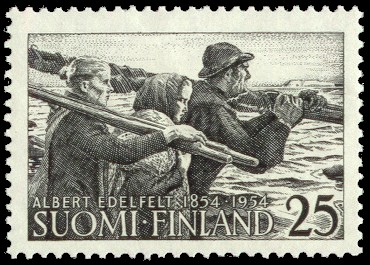
«Рыбаки с дальних островов» (1898)
на марке Финляндии (1954)

Альберт Эдельфельт родился 21 июля 1854 года в окрестностях Борго (Порвоо). Его отец, Карл Эдельфельт, был архитектором.
С 1869 по 1871 годы занимался в Школе рисунка Союза финских художников в Гельсингфорсе у Берндта Линдхольма и Бернхарда Рейнхольда. С 1871 по 1873 годы учился в Гельсингфорсском университете, а с 1872 по 1873 года — в Академии изящных искусств в Антверпене. В 1873 году учился в частной Академии Адольфа фон Беккера. В 1874 году брал уроки у Ж. Л. Жерома в Париже.
Неоднократно путешествовал в Италию и Францию, был в Англии (1878), Испании (1881), Швеции, Дании и России.
Этого художника можно причислить не только к крупным живописцам Финляндии, но и Европы. ‹…› Первая его картина, выставленная сперва во Франции, а затем в Петербурге — «Королева Бланка», сразу обратила на себя внимание публики. Следующая картина «Герцог Карл над трупом Класа Флеминга» (1878) упрочила его известность. ‹…› Эдельфельд создал ряд превосходных финских жанров, пример «Обедня в финляндских шхерах». Типы финского народа схватываются художником с очаровательной эпической простотой.  ‹…› Эдельфельд с начала 1890-х годов принялся за изображение евангельских сюжетов в национальной финской обстановке: он придаёт Марии Магдалине характер простой крестьянской девушки из Карелии, а Христу, стоящему перед ней — тип финского пастуха, в простых лаптях. Вся сцена покаяния Магдалины окружена серебристо-голубоватой дымкой побережья Сайменского озера с жиденьким березняком по окраинам мшистых берегов. Как пандан этой картины можно назвать «Рождество Христово», где Богоматерь помещена в убогую финскую лачугу и одета в национальный костюм. Эдельфельд — превосходный портретист. Особенно хорош портрет Пастера, изображающий его работающим в своей лаборатории.
В 1877 году Санкт-Петербургская академия художеств признала его своим почетным общником, а в 1886 году дала ему звание академика, за картину «Похороны Ребёнка». Действительный член Императорской Академии художеств (1895).
Выставлялся с 1872 года. Принадлежал к реалистическому направлению, испытывал влияние импрессионизма. Писал историческо-бытовые картины, сцены из финской народной жизни, портреты и пейзажи. Среди его работ монументальные исторические полотна («Шведский король Карл оскорбляет труп своего врага штатгальтера Флемминга в 1537 году», 1878, «Марш Бьернеборгского полка», 1892), картины на бытовые темы («Бабы из Руоколахти», 1887; «Прачки», 1893), портреты («Л. Пастер», 1885) и пейзажи («Сосны», 1898).
Имел награды: орден Святой Анны 3-й степени (1883).
Скончался от сердечной недостаточности 18 августа 1905 года в Борго.

## Память
В городе Порвоо в Старой ратуше создан музей художника.

## Галерея

Картины кисти Альберта Эдельфельта
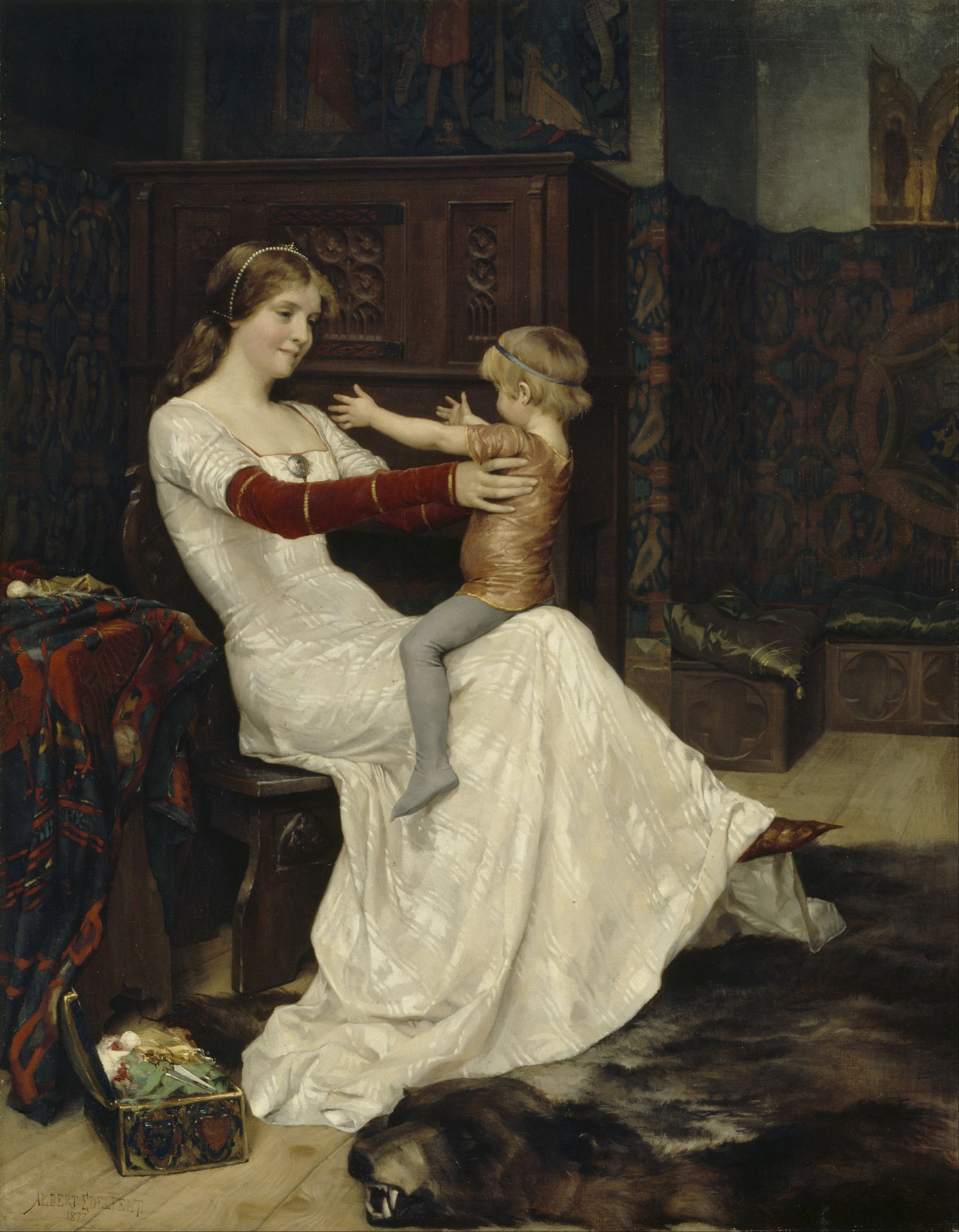
Королева Бланка
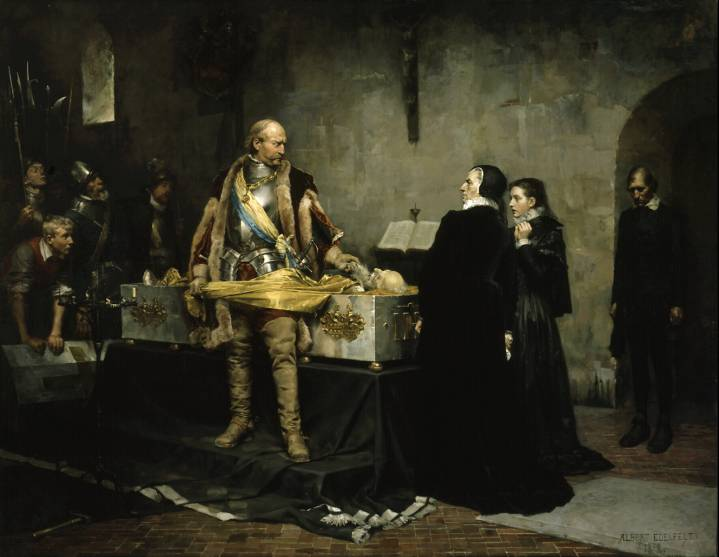
Король Карл IX и Эбба Стенбок у гроба Класа Флеминга
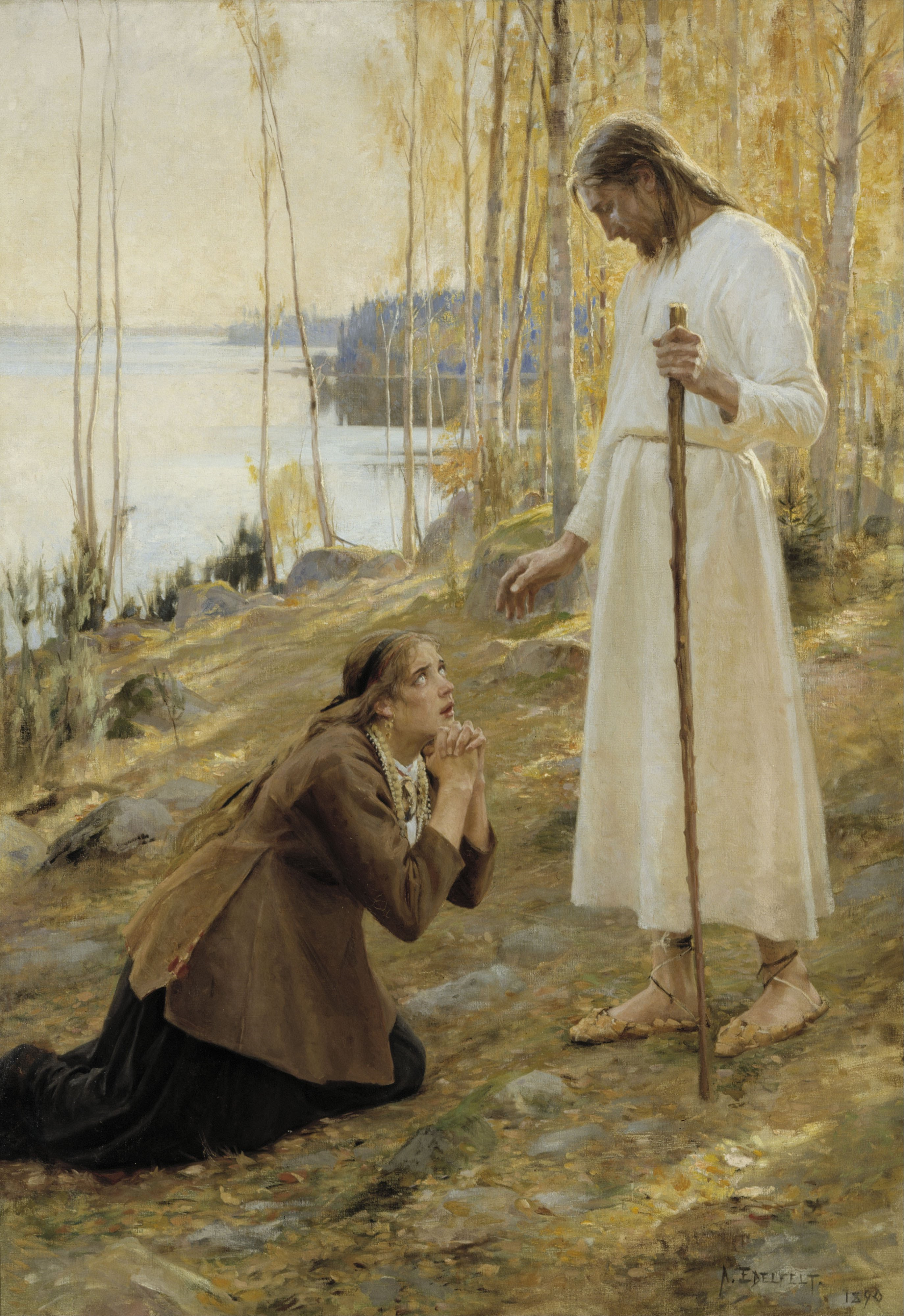
Покаяние Марии Магдалины
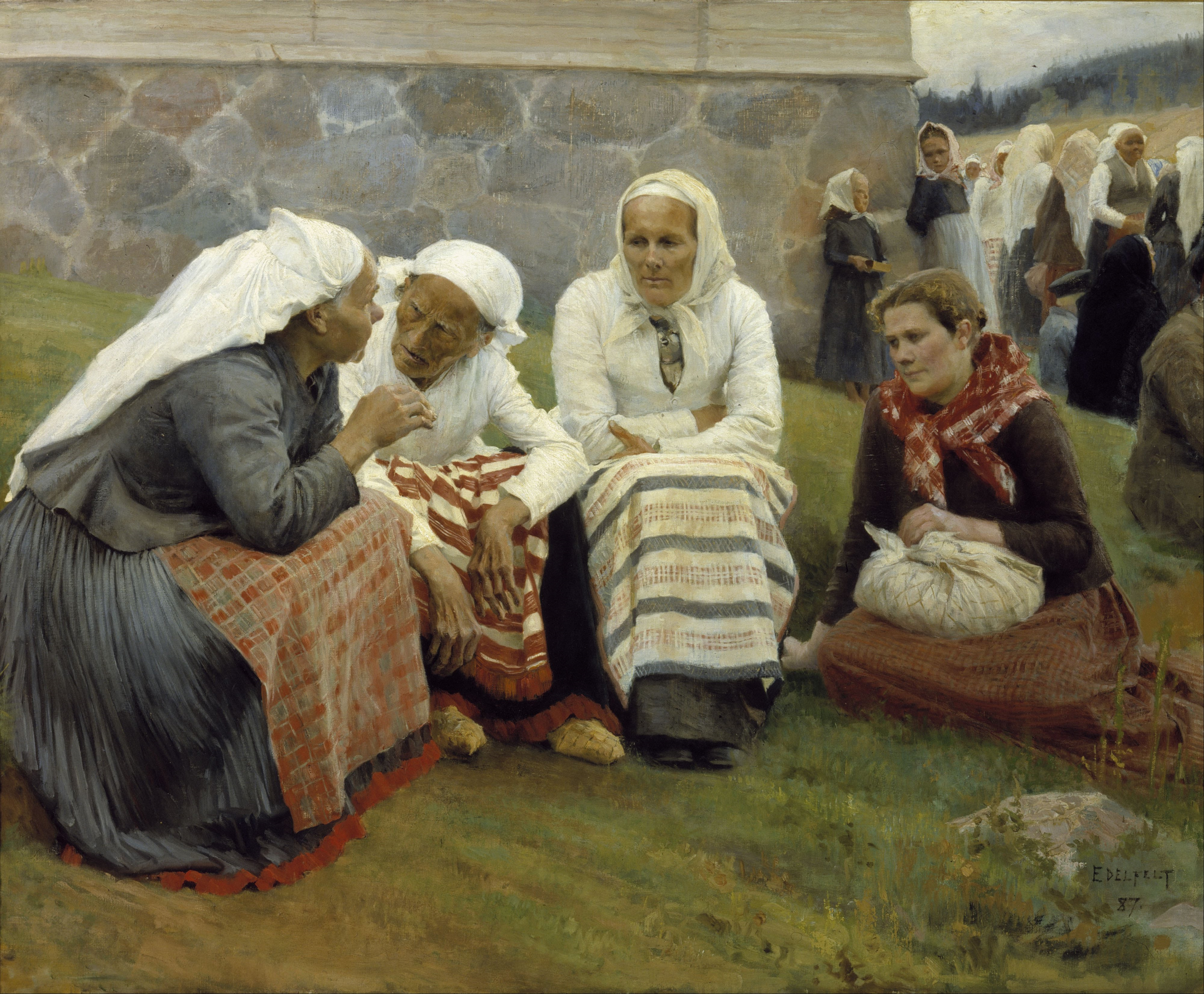
Женщины из Руоколахти

Портреты кисти Альберта Эдельфельта
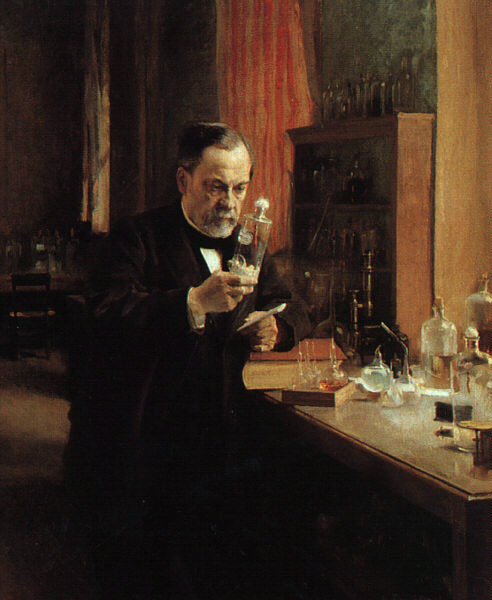
Портрет Луи Пастера
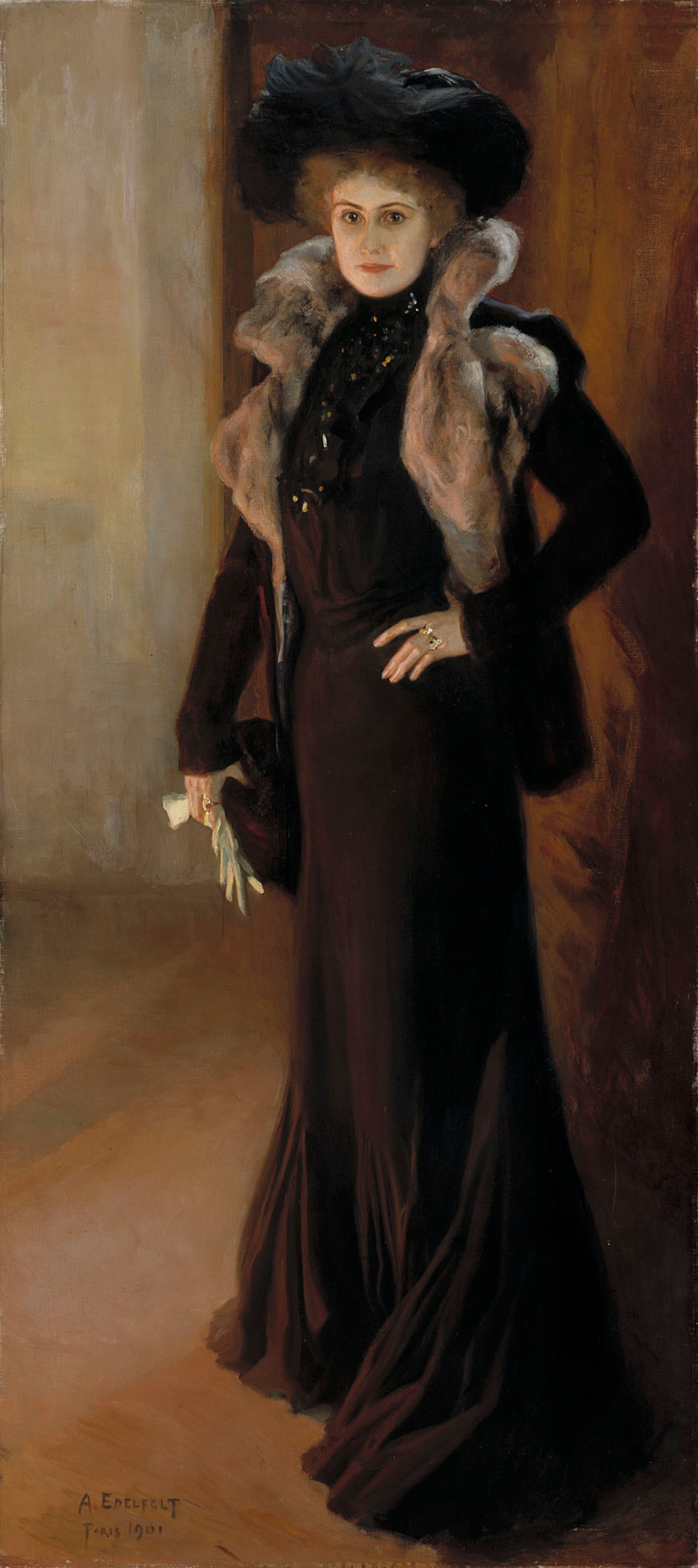
Портрет оперной певицы Айно Акте
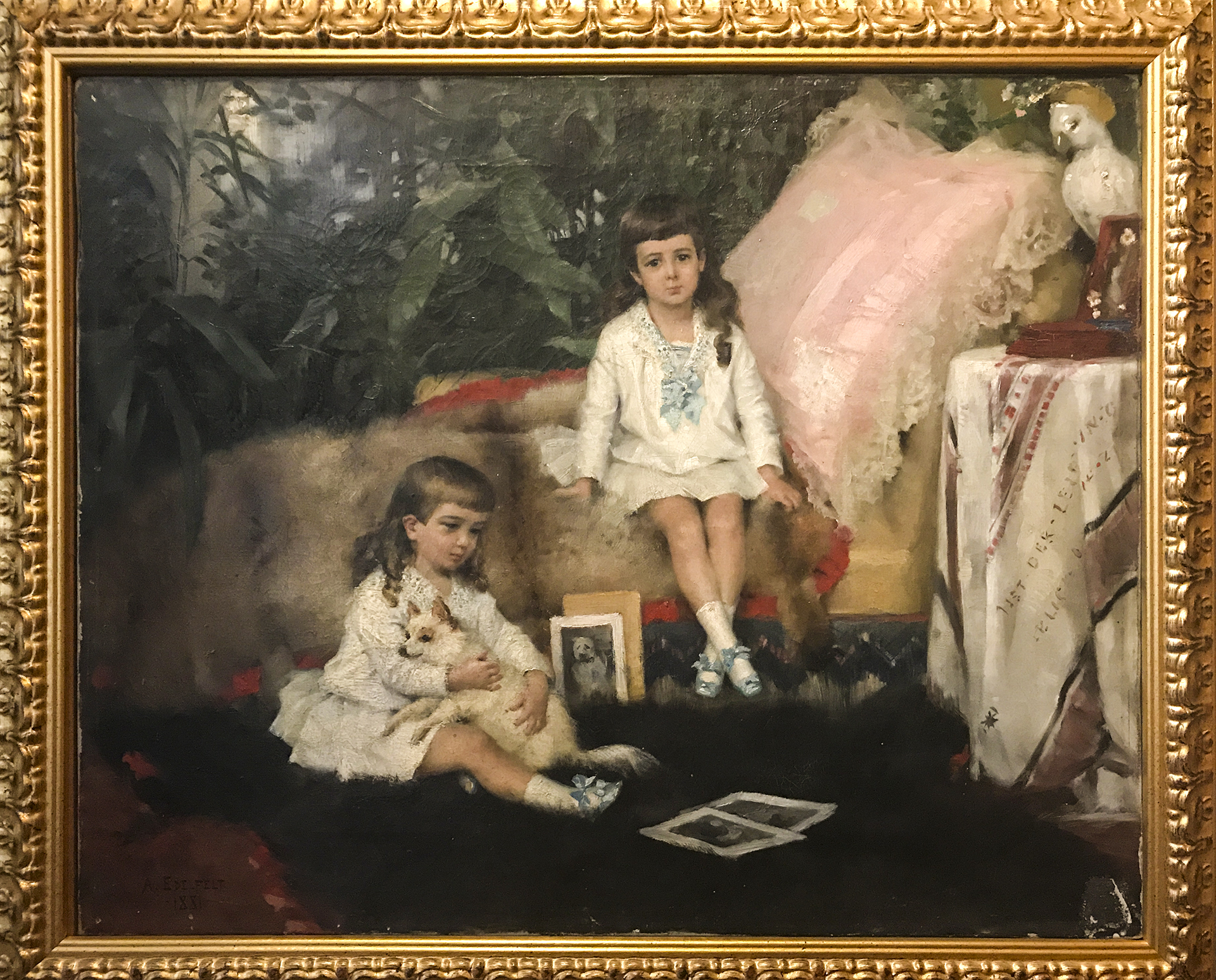
Портрет племянников императора Александра III
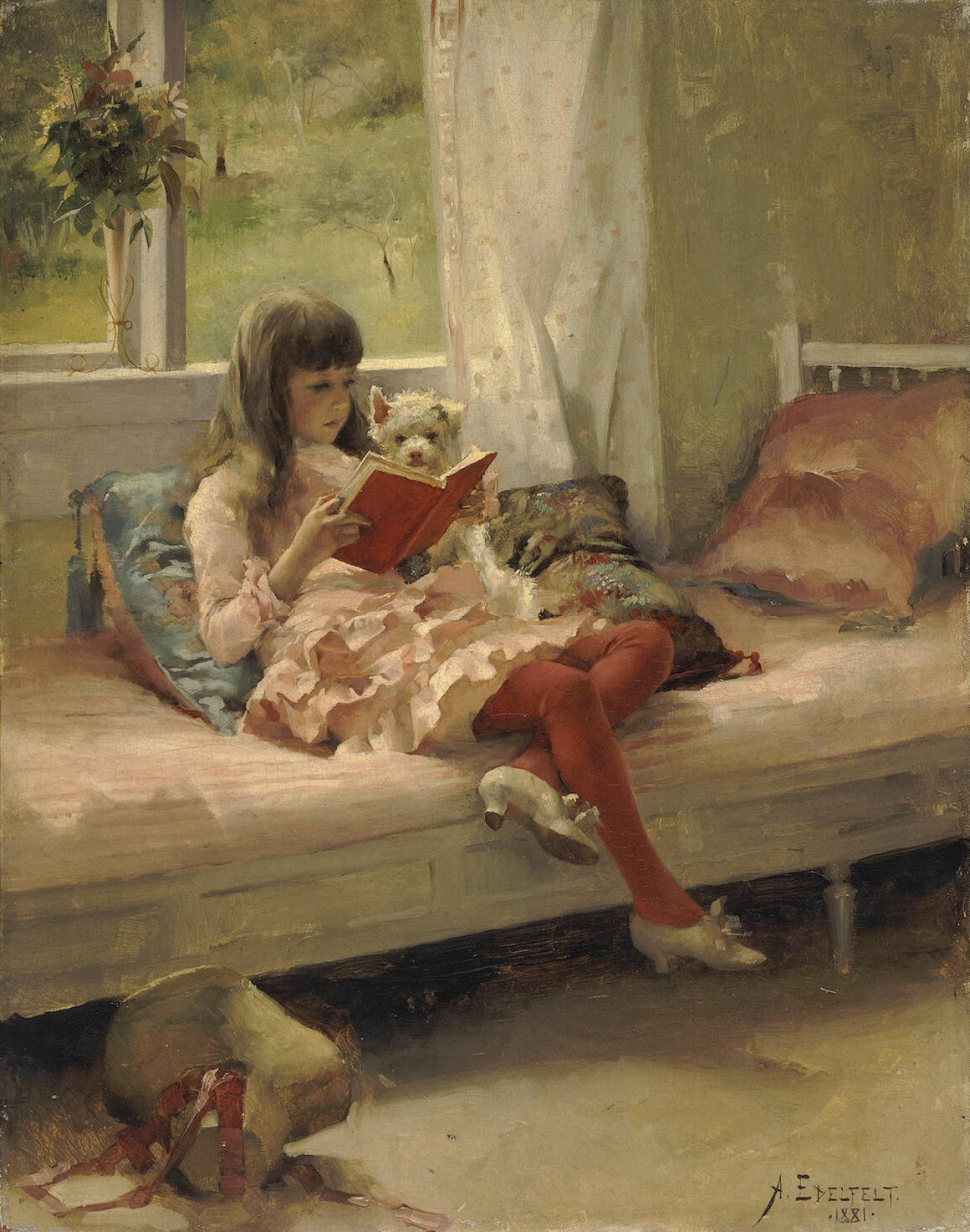
Портрет сестры художника — Берты
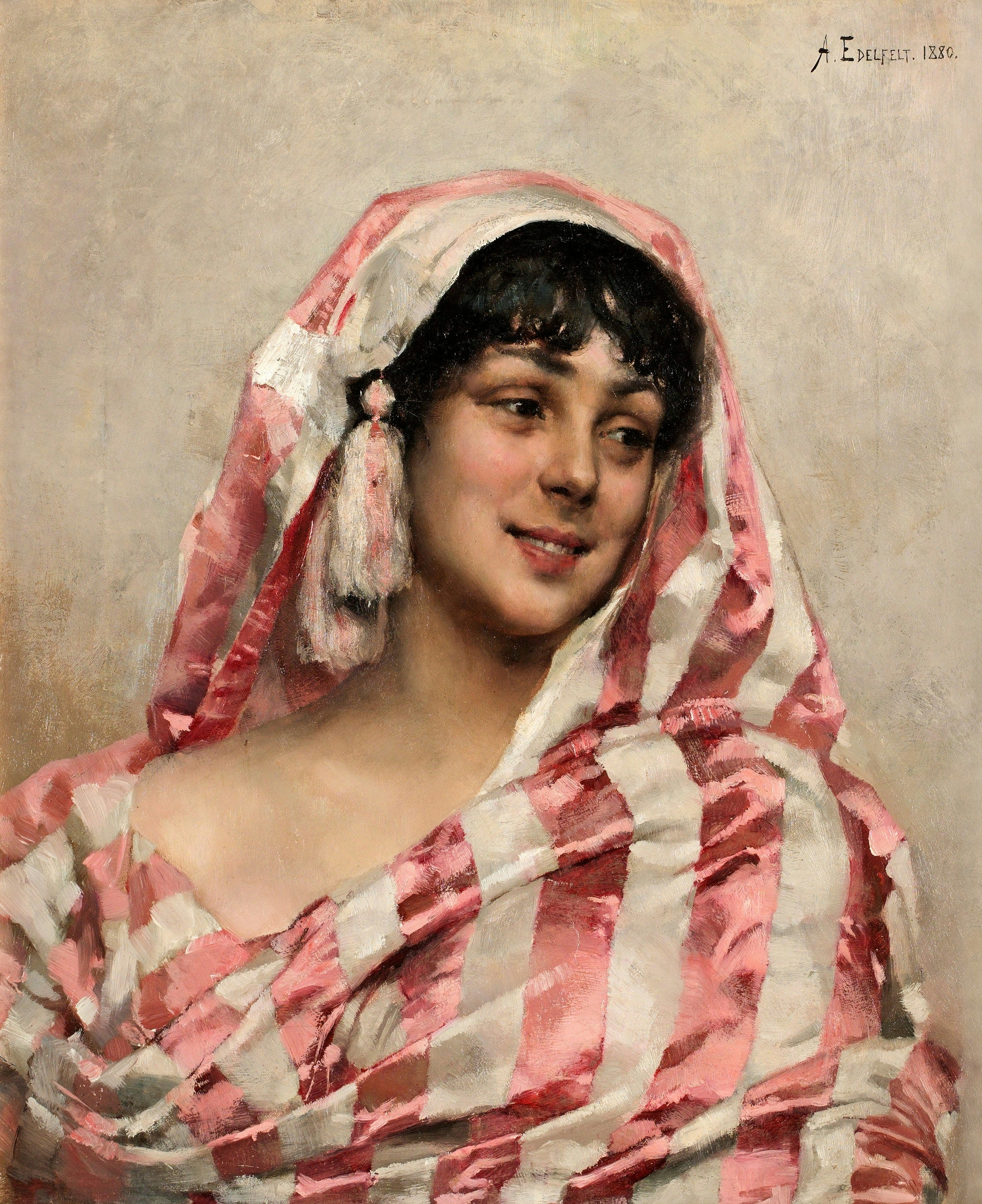
Портрет девушки